# Airborne Tactical Advantage Company

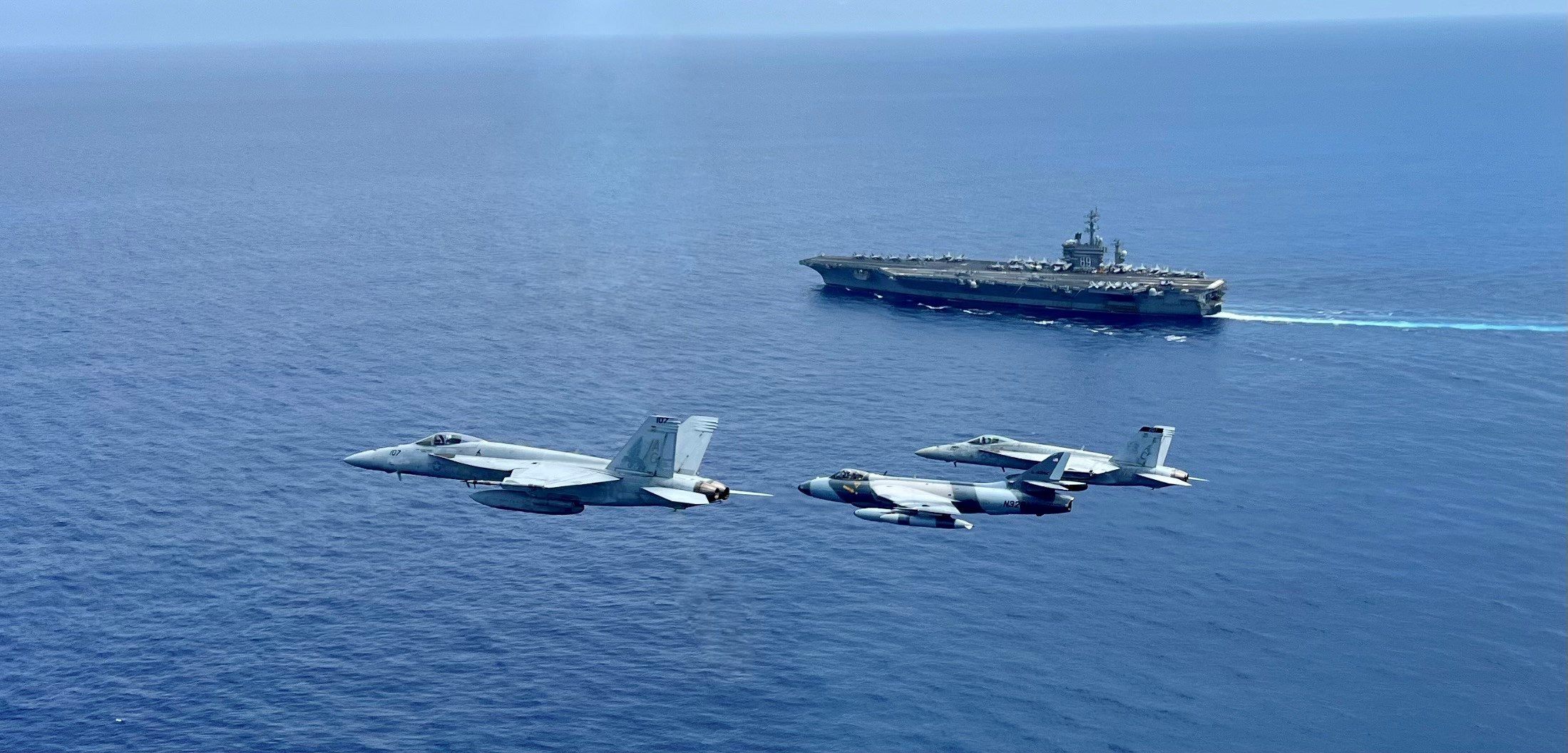
Ein ehemaliger Schweizer Hunter mit F-18E über dem Atlantik und dem Flugzeugträger USS Dwight D. Eisenhower (CVN-69)

Die Airborne Tactical Advantage Company (ATAC) betreibt Flugzeuge zur taktischen Darstellung fremder Flugzeuge mit Aufträgen vor allem der amerikanischen Regierung. Der Firmensitz liegt in Newport News, Virginia. Um die verschiedenen Anforderungen der United States Navy, United States Air Force und Air National Guard zu erfüllen, unterhält das Unternehmen eine Flotte von verschiedenen Flugzeugtypen. Das Unternehmen ist weltweit tätig.

## Geschichte

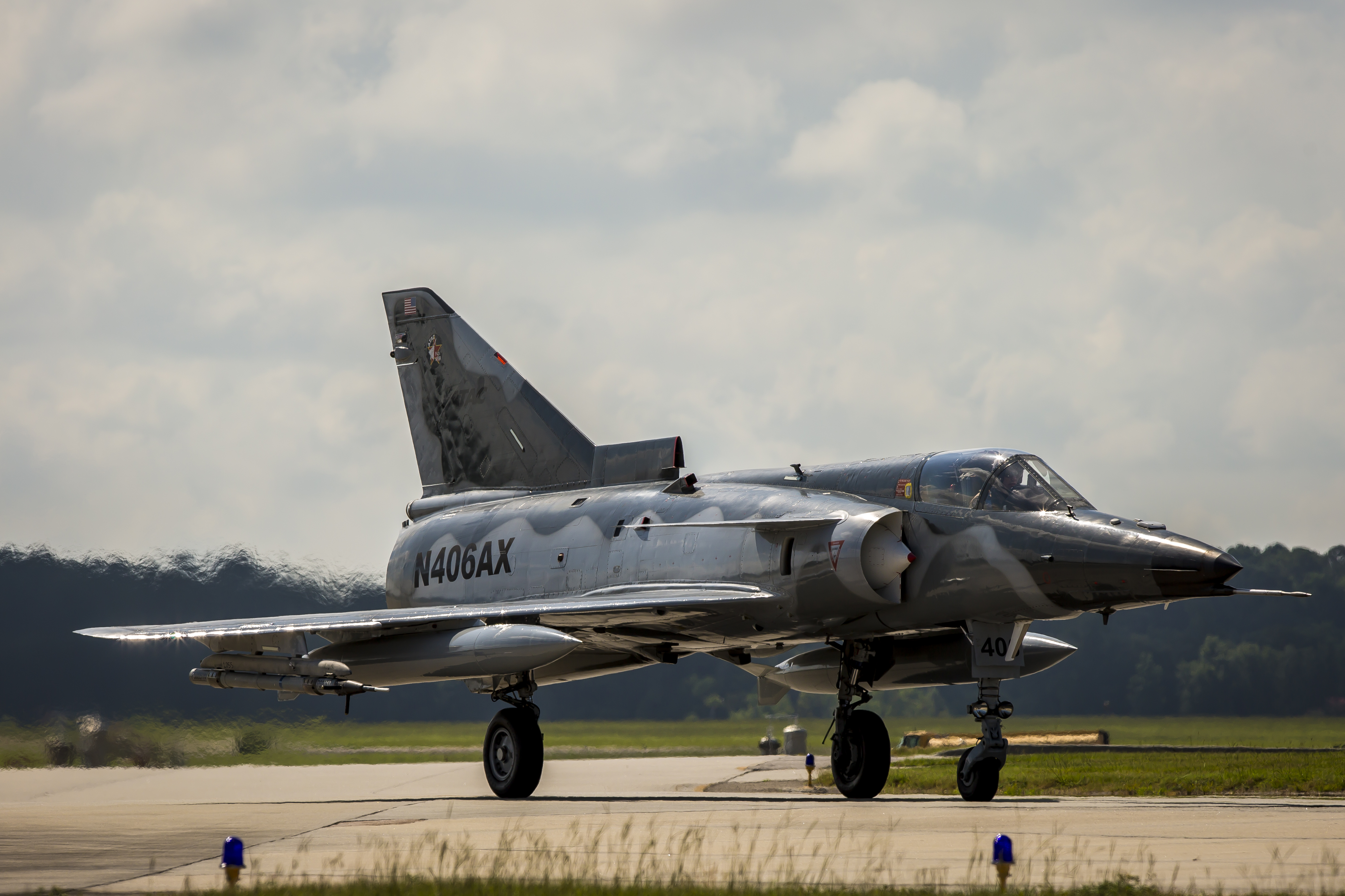
Eine Kfir von ATAC

1994 gründete Jeff Parker die Firma VORTEX. Die ersten zwei ab 1995 eingesetzten Flugzeuge waren Saab Draken. 2002 wurde auf eine Ausschreibung hin die Airborne Tactical Advantage Company gegründet. Als ATAC den Vertrag ausführen durfte, waren zwei Draken und eine IAI Kfir im Einsatz, wobei die Draken nach dem Eintreffen weiterer Kfir-Flugzeuge nach 2004 nicht mehr eingesetzt wurden. Ab 2003 wurden Hunter eingesetzt, weil diese für gewisse Aufgabenstellungen besser geeignet waren als die Kfir. Die Hunter wurden auf Ost- und Westküste verteilt sowie auf Hawaii und in Japan stationiert. Die Hunter von Japan flogen 2006 für militärische Übungen bis auf die Philippinen oder nach Thailand und Guam. 2008 kamen erstmals ausgeliehene A-4 Skyhawks zum Einsatz, 2011 bis 2015 flogen Flugzeuge von ATAC in Deutschland für die Air to Ground Operations School (AGOS) in Einsiedlerhof bei der Ramstein Air Base. Eigene Flugzeuge vom Typ Aero L-39 flogen später ab Zweibrücken und noch später Saarbrücken.
ATAC wurde 2016 von Textron aufgekauft und operiert weiterhin unter dem Namen ATAC. Im Folgejahr kaufte die Firma umfassend Flugzeugzellen und Ersatzteile von Mirage F1. Am 22. August 2019 flog die erste Mirage F1. ATAC baute ein eigenes Wartungszentrum.

## Flugzeuge 2025
- Hawker Hunter[5]
- IAI Kfir[6]
- Aero L-39 Albatros[7]
- Dassault Mirage F1[8]

## Zwischenfälle
- Am 8. Juli 2010 verlor die Douglas A-4 Skyhawk N132AT beim Start Schub und stürzte in ein Feld in der Nähe der Naval Air Station Fallon, nachdem sich der Pilot mit dem Schleudersitz gerettet hatte.[9]

- Am 6. März 2012 stürzte die IAI Kfir N404AX in ein Gebäude in der Nähe der Naval Air Station Fallon, wobei der Pilot getötet wurde.[10]

- Am 18. Mai 2012 stürzte der Hunter Mk. 58 der ATAC mit dem Kennzeichen N329AX etwa 2 Kilometer vor dem U.S.-Navy-Stützpunkt Point Mugu ab. Nachdem der Pilot unmittelbar beim Start ein Treibstoff-Ungleichgewicht festgestellt hatte sowie die zwei Tage zuvor gewechselte linke Baugruppe der Treibstoffzufuhr vermutlich nicht ordnungsgemäß funktionierte, entschied sich der Pilot trotz Ratschlags vom Boden und trotz Kenntnis des Wechsels der Baugruppe nicht zur sofortigen Rückkehr. Als der Flug nach der späteren Umkehrentscheidung im Landeanflug unkontrollierbar wurde (möglicherweise durch eine weitere Verschlimmerung durch das Ausfahren der Landeklappen), wartete der Pilot zu lange mit dem Ausstieg und wurde getötet.[11]

- Am 29. Oktober 2014 verunfallte der Hunter Mk. 58 von ATAC mit dem Kennzeichen N332AX beim Anflug auf den U.S.-Navy-Stützpunkt Point Mugu. Das Flugzeug flog gegen Ende der Umkehrkurve mit einer Geschwindigkeit, welche unter der Mindestgeschwindigkeit lag, worauf ein auf einer Flughöhe von unter 100 Metern fataler Strömungsabriss eintrat. Es gab keine Anzeichen dafür, dass der Pilot einen Ausstiegsversuch unternahm.[12]

- Am 22. August 2017 geriet der von Point Mugu gestartete Hunter Mk. 58 mit dem Kennzeichen N338AX während einer militärischen Übung über dem Pazifik in die Wirbelschleppe einer F-35. Nachdem das Flugzeug ins Trudeln geraten war, stieg der Pilot aus. Die Ursache der Unsteuerbarkeit konnte nicht ermittelt werden, da das Flugzeug nicht vom Meeresgrund gehoben wurde.[13]

- Am 12. Dezember 2018 verlor der vom Daniel K. Inouye International Airport in Honolulu gestartete Hunter Mk. 58 mit dem Kennzeichen N323AX kurz nach dem Start die Triebwerksleistung. Nach einem Versuch eines Triebwerksstarts musste der Pilot wegen der geringen Flughöhe aussteigen. Der Grund für den Leistungsabfall konnte nicht eruiert werden.[14]

- Am 20. Juni 2022 verlor der vom Newport News/Williamsburg International Airport gestartete Hunter Mk. 58 mit dem Kennzeichen N337AX während einer militärischen Übung 40 Kilometer südöstlich von Wilmington über dem Atlantik Triebwerksleistung; das Triebwerk fiel auf 5000 Umdrehungen, was nicht ausreicht, um die Höhe zu halten. Auf etwa 1000 Metern Höhe stieg der Pilot aus. Die Ursache war ein defektes Lager der Hochdruckpumpe.[15]